# Чемпионат Европы по рэндзю
Чемпионат Европы по рэндзю — соревнование игроков в рэндзю, проводящееся раз в два года, организуемое RIF. Проводится с 1994 года. Действующим победителем (2018) является Федотов Денис из России.

## Возникновение
Первый чемпионат Европы был проведен в 1994 году в Таллине, Эстония. Затем решение о проведении чемпионатов Европы на регулярной основе было принято на Генеральной ассамблее RIF в 1995. В этом же году был проведен второй чемпионат в Санкт-Петербурге. Начиная с 1996 года был изменена регулярность проведения, турнир стал проводиться раз в два года.

## Система проведения турнира
В разные годы турнир проводился по-разному. Так, в 1994 и 1995 годах использовалась швейцарская система, в 1996 году было два групповых этапа, после чего победители определялись полуфинальными и финальным матчами. Аналогичная схема, только с одним групповым этапом, применялась вплоть до 2002, начиная с которого была установлена швейцарская система.
В 2016 году была применена круговая система с финальными матчами.

## Победители и призёры
| №  | Год                             | Страна, город           | 1-е место          | 2-е место         | 3-е место        |
| -- | ------------------------------- | ----------------------- | ------------------ | ----------------- | ---------------- |
| 1  | Чемпионат Европы по рэндзю 1994 | Таллин, Эстония         | Арнис Вейдеманис   | Степан Песков     | Игорь Синёв      |
| 2  | Чемпионат Европы по рэндзю 1995 | Санкт-Петербург, Россия | Александр Климашин | Михаил Кожин      | Владимир Семёнов |
| 3  | Чемпионат Европы по рэндзю 1996 | Стокгольм, Швеция       | Андо Меритеэ       | Альдис Реймс      | Игорь Синёв      |
| 4  | Чемпионат Европы по рэндзю 1998 | Таллин, Эстония         | Андо Меритеэ       | Владимир Сушков   | Антс Соосырв     |
| 5  | Чемпионат Европы по рэндзю 2000 | Жёлтые Воды, Украина    | Александр Климашин | Антс Соосырв      | Стефан Карлссон  |
| 6  | Чемпионат Европы по рэндзю 2002 | Карепа, Эстония         | Игорь Синёв        | Туннет Таймла     | Павел Макаров    |
| 7  | Чемпионат Европы по рэндзю 2004 | Подюга, Россия          | Александр Кадулин  | Йоханн Лентс      | Павел Вершинин   |
| 8  | Чемпионат Европы по рэндзю 2006 | Хавличкув Брод, Чехия   | Андо Меритеэ       | Александр Кадулин | Антс Соосырв     |
| 9  | Чемпионат Европы по рэндзю 2008 | Санкт-Петербург, Россия | Айво Олль          | Сергей Артемьев   | Туннет Таймла    |
| 10 | Чемпионат Европы по рэндзю 2010 | Карепа, Эстония         | Максим Карасёв     | Туннет Таймла     | Михаил Кожин     |
| 11 | Чемпионат Европы по рэндзю 2012 | Суздаль, Россия         | Олег Федоркин      | Антс Соосырв      | Юрий Таранников  |
| 12 | Чемпионат Европы по рэндзю 2014 | Таллин, Эстония         | Антс Соосырв       | Мартин Хыбемяги   | Павел Макаров    |
| 13 | Чемпионат Европы по рэндзю 2016 | Ташкент, Узбекистан     | Дмитрий Епифанов   | Йоханн Лентс      | Туннет Таймла    |
| 14 | Чемпионат Европы по рэндзю 2018 | Таллин, Эстония         | Денис Федотов      | Айво Олль         | Мартин Хыбемяги  |